# Chilenska självständighetskriget
Chiles självständighet från Spanien blev officiell den 12 februari 1818.
Men självständighetsprocessen förlängdes från 1808-1810 till 1817-1823 beroende på vilken definition man använder för början och slutet. Traditionellt är perioden indelad i tre faser: Patria Vieja. Reconquista och Patria Nueva.
Chiles självständighetsförklaring utfärdades den 18 februari 1818, och erkändes formellt av Spanien 1844 då fulla diplomatiska förbindelser upptogs.

### Fotnoter
1. ↑  ”Chile”. World Statesmen. http://www.worldstatesmen.org/Chile.html. Läst 31 mars 2012.